# Nicopolis (thema)
Il Thema di Nicopolis o Nikopolis (in greco θέμα Νικοπόλεως?, thema Nikopoleōs) è stato un thema (provincia civile-militare) dell'Impero bizantino ubicato nella Grecia nordoccidentale, comprendendo l'Etolia-Acarnania e l'Epiro meridionale. Fu fondato nella seconda metà del IX secolo, probabilmente in seguito al 886, e sopravvisse fino alla dissoluzione dell'Impero bizantino ad opera della Quarta crociata nel 1204.

## Storia
Come la maggior parte dei Balcani, la regione dell'Epiro era stata devastata e colonizzata dalle tribù di Slavi nel VII secolo. Molto poco è noto della regione nel corso del VII-IX secolo, ma dalla prevalenza di toponimi slavi è evidente che essi si erano insediati in gran numero in tutta la regione. Dall'altra parte, i Bizantini mantennero il controllo delle Isole ioniche, che, organizzate nel thema di Cephallenia, furono utilizzate come base da cui partire per una riconquista della regione, facendo sì che la regione fu riellenizzata in tempi relativamente brevi.
È in questo contesto che fu fondato il thema di Nicopolis, anche se la data esatta non è nota. Fu fondato intorno alla seconda metà del IX secolo, tra il 843 e il 899, quando viene attestato per la prima volta nel Klētorologion di Filoteo. La data più probabile è immediatamente dopo il 886, nel corso del regno dell'Imperatore Leone VI il Saggio (r. 886–912). I sigilli sembrano attestare che il thema potrebbe essersi originato da una divisione precedentemente esistente (turma) del thema del Peloponneso, anche se lo studioso Warren Treadgold ha suggerito che essa costituiva in origine parte del thema di Cephallenia. I confini esatti del Thema di Nicopolis non sono noti con precisione, ma si ritiene che coincidessero grossomodo con il territorio sotto la giurisdizione della Metropolia di Naupaktos, che comprendeva le diocesi suffraganee di Vonitsa, Aetos, Acheloos, Rogoi, Giannina, Hadrianopolis, Photike e Buthrotum.
Intorno al 930, la provincia fu devastata e temporaneamente occupata dai Bulgari. I Bulgari vi fecero ritorno sotto il sovrano Samuele nel 980 e si impadronirono di gran parte della regione, fino al Golfo di Ambracia. Cio è provato dal fatto che i territori un tempo sotto la dominazione bulgara erano sotto la giurisdizione dell'autocefalo Arcivescovado di Ocrida in seguito alla conquista bizantina della Bulgaria portata a termine dall'imperatore Basilio II Bulgaroctono nel 1018: dunque le diocesi di Chimara, Hadrianopolis, Bela, Buthrotum, Ioannina, Kozyle e Rogoi passarono sotto la giurisdizione di Ocrida, mentre le sole diocesi di Vonditsa, Aetos e Acheloos rimasero sotto la giurisdizione del Metropolita di Naupaktos. Basilio II fondò inoltre alcuni themata più piccoli, comprendenti poco più di una fortezza e dei suoi immediati dintorni, quelli di Koloneia e di Dryinoupolis, nell'odierna regione di frontiera greco-albanese. Nel 1040, in seguito all'uccisione di un ufficiale delle tasse corrotto e rapace – secondo Giovanni Scilitze, i locali erano già noti per essere pronti alla rivolta per ragioni fiscali – la maggior parte del thema appoggiò la rivolta di Petar Delyan.
La regione fu invasa dai Normanni nel corso delle Guerre bizantino-normanne di fine XI secolo: Arta fu invano assediata e Ioannina fu espugnata da Roberto Guiscardo. Nicopolis sopravvisse come thema fino alla Quarta crociata nel 1204. Una crisobolla del 1198 la menziona insieme ai themata di Dyrrhachium e Ioannina, e attesta che fu ulteriormente suddivisa in distretti fiscali più piccoli (episkepseis) appartenenti a chiese, monasteri e individui. Al tempo, Arta sembra essere diventata il capoluogo provinciale.
Nella partitio Romaniae del 1204, Nicopolis e la maggior parte dell'Epiro furono promessi a Venezia, ma i Veneziani non furono in grado di stabilire effettivamente il loro controllo sulla regione eccetto che su Dyrrhachium. Il nobile greco Michele Comneno Doukas, che aveva sposato la figlia del governatore di Nicopolis, ne approfittò, e nel corso di pochi anni consolidò il suo controllo, dapprima come vassallo di Venezia e infine come sovrano indipendente. Quando perì, nel 1214/1215, Michele aveva stabilito uno stato forte, il Despotato di Epiro, che aveva come fulcro il vecchio thema di Nicopolis.

## Geografia e amministrazione
Il thema di Nicopolis, a partire dalla fine del IX secolo, comprendeva le odierne prefetture di Etolia-Acarnania e la maggior parte dell'Epiro fino a Buthrotum. Nella Tarda Antichità, corrispondeva alla provincia romana di Epirus vetus, ma comprendeva anche l'Etolia, che faceva parte della provincia di Acaia. A est, confinava con il thema di Hellas, probabilmente lungo il fiume Mornos e le pendici occidentali dei Monti Pindo, e al nord, con il thema di Dyrrhachium e con la sclavinia di Vagenetia.
Malgrado il nome, il capoluogo del thema non era Nicopolis, che all'epoca giaceva in rovina a causa delle invasioni slave o delle incursioni arabe, ma Naupaktos. Il thema era regolarmente diviso in tourmai, ognuna sotto il suo tourmarches. Inoltre, il thema costituiva una base importante per le operazioni bizantine attraverso l'Adriatico in Italia meridionale, e ospitava un contingente di marinai Mardaiti, probabilmente sotto il loro katepano. Warren Treadgold stima con una congettura la forza militare del thema in 1 000 fanti e marinai nel IX-X secolo.